# Đuro Daničić
Đuro Daničić (rojen Đurđe Popović), srbsko-hrvaški filolog, prevajalec, jezikoslovec in zgodovinar, * 4. april 1825, Novi Sad, Srbija, † 17. november 1882, Zagreb, Hrvaška.
Znan je kot eden od utemeljiteljev srbohrvaščine.

## Življenje
Kot četrti sin novosadskega duhovnika Jovana Popovića in žene Ane se je Đuro Daničić rodil v Novem Sadu. Gimnazijo je sprva obiskoval v rojstnem kraju, potem pa v Bratislavi, kjer ga je učil znani slovaški filolog Ľudovít Štúr. Na Univerzi na Dunaju je študiral pravo. Svoja prva avtorska dela je objavil leta 1845 pod imenom Đuro Daničić, po Senjskem Uskoku, junaku iz narodne pesmi. Po vzoru Vuka Karadžića in Franca Miklošiča je začel s študijem filologije. Leta 1856 je postal knjižničar v beograjski Narodni knjižnici, 1859 pa profesor na Univerzi v Beogradu. Njegovo delo v knjižnici je temeljilo predvsem na iskanju srbskih knjig ter knjig o srbskem jeziku in narodu. Leta 1886 je bil povabljen v Zagreb, kjer je opravljal delo sekretarja na Hrvaški akademiji znanosti in umetnosti, takrat imenovana Jugoslovanska akademija znanosti in umetnosti (JAZU). Leta 1877 je na Akademiji sodeloval pri izdelovanju slovarja z naslovom Hrvaški ali Srbski slovar JAZU. Največjo vlogo je imel predvsem pri izdelavi prve izdaje. Njegov vpliv na srbsko jezikoslovje in semantiko kaže dejstvo, da so že mesec po odpravi prepovedi Vukovega pravopisa vsi pismeni Srbi poznali nov pravopis. Umrl je med delom v Zagrebu, leta 1882, pokopan pa je bil na pokopališču ob cerkvi Sv. Marka v Tamšajdanu, v Srbiji. V njegov spomin je bila zgrajena osnovna šola Đura Daničić, ki se nahaja v Beogradu.

## Delo
Daničić je imel v srbskem jeziku, pravopisu in dialektologiji oz. narečjeslóvju veliko vlogo. Pri opisu jezika se je ravnal predvsem po predhodnih idejah Vuka Karadžića. Njegov prevod Stare zaveze iz germanskih jezikov je vplival tudi na razvoj hrvaške književnosti. Kot študent filologije na Dunaju je kasneje z Vukom Karadžićem leta 1847 prevedel Novo zavezo, ki je postala zelo znana, predvsem po zaslugi Biblijskega društva, ki je delo oglaševalo in prodajalo po dostopni ceni. Čeprav Daničićevo izdajo pri obredih v srbski pravoslavni cerkvi uporabljajo še danes, prevoda katoliška in pravoslavna cerkev nikoli nista uradno potrdili. Isto leto je Daničić objavil Rat za srpski jezik i pravopis, v katerem je zavrgel jezikoslovne ideje svojega večnega nasprotnika Miloša Svetića in s primerjalno metodo podkrepil veljavnost Karadžićevega fonološkega pravopisa. Opis gramatičnega jezika je kasneje objavil tudi v delih: Mala srpska gramatika (1850), Srpska sintaksa (1858), Oblici srpskoga ili hrvatskoga jezika (1872), Istorija oblika srpskoga ili hrvatskoga jezika (1874), Osnove srpskoga ili hrvatskoga jezika (1876) in Korijeni u hrvatskom ili srpskom jeziku( 1877). Leta 1857 je objavil  delo z naslovom Razlike med srbskim in hrvaškim jezikom, kjer je hrvaščino opisal kot Čakavščino, in za to prejel veliko kritik.

### Reforma latinične pisave
V svojem delu Rječnik hrvatskoga ili srpskoga jezika je Daničić predložil reformo latinice po idejah Vukove reforme cirilice, po kateri bi se digrafi dj, lj, nj, dž zamenjali z unigrafi  đ, ļ, ń, ģ. Od Daničićevih predlogov je danes razširjen le unigraf Đ oziroma đ, namesto digrafa dj.